# Ludwig Lanckow

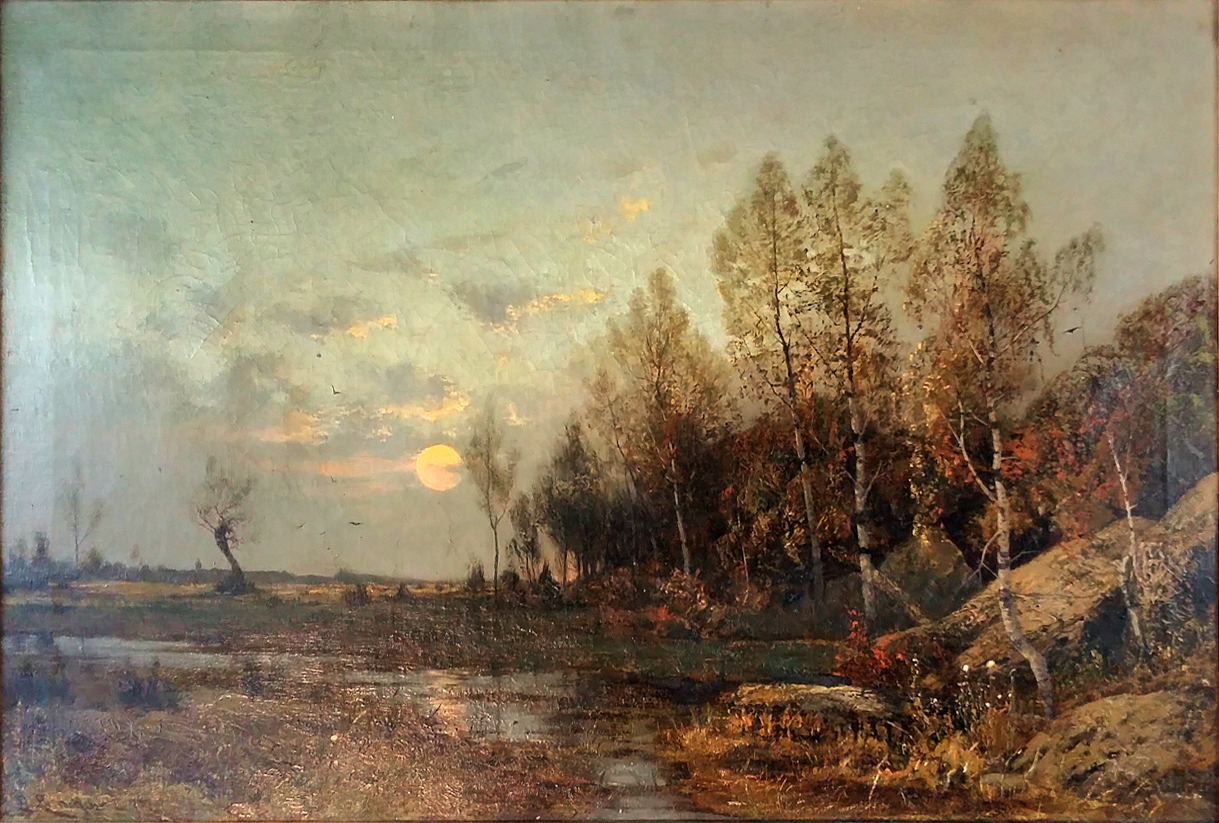
Untergehende Sonne am Niederrhein

Ludwig Lanckow (* 1845 in Düsseldorf; † 1908 in Hamburg) war ein deutscher Künstler der Düsseldorfer Malerschule.
Lanckow studierte Malerei an der Königlich-Preußischen Kunstakademie in Düsseldorf. Danach war er von 1875 bis 1892 in der Willingshäuser Malerkolonie tätig und wurde Mitglied der Künstlergruppe „Der Schwalm“. 
Ludwig Lanckow beschäftigte sich fast ausschließlich mit der Landschaftsmalerei. Er nahm mehrfach an Kunstausstellungen in Hannover, Köln, Bremen, Berlin, Wien und Breslau teil.